# Jacques Champion de Chambonnières

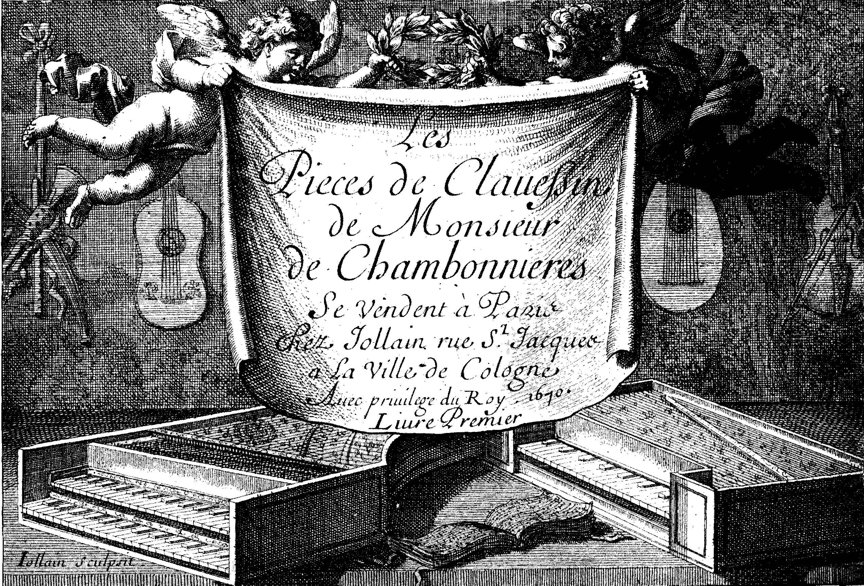
Portada del primer volumen de piezas de clavicordio de Chambonnières (1670).

Jacques Champion de Chambonnières (1601-1672), intérprete de clave (teclado) francés, considerado como el fundador de l'École française de clavecin.
El primero en las series de distinguidos compositores franceses para clave y el único cuya carrera se desarrolló principalmente durante la primera mitad del siglo XVII fue Jacques Champion sieur Chambonnières. Su título nobiliario hace referencia a un pequeño territorio en la campiña cerca de París, aunque él creció en la corte real, donde su padre tennía un cargo de músico asalariado, que Jacques heredó cuando tenía sólo nueve años. Para la década de 1630 Chambonnières ya era el clavecinista más famoso de Francia, un bailarín frecuente en los ballets de court y organizador de conciertos públicos en París. Aunque vivió hasta 1672, su fortuna personal disminuyó notoriamente en 1652 a consecuencia de las guerras civiles (la Fronda, 1648-1652) entre los parlamentarios y los monárquicos. Dejó de recibir los favores de la corte en torno a 1657. Sin embargo, su reputación como compositor continuó siendo lo suficientemente sólida como para que se publicaran dos volúmenes de sus obras completas en 1670.
En estos volúmenes, Chambonnières reunió piezas de todos los periodos de su vida y las ordenó como suites. En la mayoría de los casos no tenemos ninguna pista sobre de composición y ninguna manera de saber cuándo las piezas fueron combinadas en suites. Una excepción es la courante Les Baricades (Las Barricadas), cuyo título alude probablemente al levantamiento de París en 1648. Además de una forma moderada de estilo brisé y algunas conexiones motívicas entre ellas, estas danzas están marcadas por el uso abundante de pequeños ornamentos representados por marcas expicadas en la "Demonstration des Marges" del compositor. También tienen contornos melódicos más amplios que la música para laúd anterior, una variedad espontánea de ritmos (evitando la repetición continua o las variaciones sobre un único patrón más típicas de la música de ballet anterior) y un contrapunto más continuo y explícito que el de la música para laúd. Realmente, entre los diversos manuscritos en los que se conserva la música para clave de Chambonnières, hay muchas variantes de las mismas piezas, que difieren por el grado de continuidad de las voces contrapuntísticas y por detalles en la ornamentación, lo que sugiere que estas versiones registran una variedad de interpretaciones espontáneas y adaptadas libremente.